# Фор, Поль (археолог)
Поль Фор (французский: [fɔʁ] ; 1 января 1916 года в Париже — 13 июля 2007 года) — французский археолог и филолог. Много работал над историей и лингвистикой Средиземноморья, особенно Крита и минойской цивилизации.

## Образование
Учился в лицее Монтеня и в лицее Генриха IV в Париже. Позже окончил Высшую нормальную школу.
В 1943 году начал преподавать в различных французских лицеях. Преподавал во французских университетах с 1955 года. Написал докторскую диссертацию под руководством доктора Шарля Пикара.
В 1967 году стал профессором греческого языка и культуры в Университете Блеза Паскаля в Клермон-Ферране. В итоге стал почётным доктором Афинского университета.

## Работа
За свою жизнь учёного Поль Фор был связан с экспедициями и исследованиями по истории, исторической географии, языкознания Средиземноморья и Ближнего Востока. Много работал и публиковался по темам, связанным с минойской цивилизацией, в частности, по интерпретации линейного письма А.
Начал работать на Крите в 1953 году и подготовил обширный каталог древних памятников. Также исследовал многие критские пещеры и работал над исторической географией Крита.
Фор выдвинул гипотезу о том, что язык линейного письма А был догреческим индоевропейским языком. Он также предложил свою расшифровку Фестского диска.
С группой друзей Фор работал над воссозданием многих военных кампаний Александра Македонского на Ближнем и Среднем Востоке.
Библиография Поля Фора насчитывает более 70 статей и книг, опубликованных в период с 1961 по 2003 год.
Фор был почётным гражданином города Ираклиона на Крите.

## Награды
- Кавалер ордена Почётного легиона
- Офицер ордена «За заслуги»
- Командор ордена Академических пальм